# Regina Orozco
Regina Orozco (Ciutat de Mèxic, 18 de febrer de 1964) és una actriu i cantant mexicana, molt coneguda pels seus papers en pel·lícules mexicanes. Orozco va guanyar un premi Ariel a la millor actriu per la seva interpretació a la pel·lícula Profundo carmesí (1996). Posteriorment, va ser nominada al Festival Internacional de Cinema de Venècia a la millor actriu per la seva interpretació a Profundo carmesí. Al març de 2013, va guanyar la Medalla al Mèrit en Interpretació Artística, atorgada per l'Assemblea Legislativa del Districte Federal per la VI Legislatura.

## Filmografia

### Cinema
| Any  | Tíyol                           | Papers                | Notes        |
| ---- | ------------------------------- | --------------------- | ------------ |
| 1991 | Sólo con tu pareja              | Mrs. Dolores          |              |
| 1992 | Objetos perdidos                | Alicia Villalobos     | Curtmetratge |
| 1993 | Dama de noche                   | Salomé                |              |
| 1993 | La vida conyugal                | Cambrera              |              |
| 1994 | Mujeres insumisas               | Chayo                 |              |
| 1996 | El amor de tu vida S.A.         | Gloria                |              |
| 1996 | Profundo carmesí                | Coral Fabre           |              |
| 1996 | De tripas, corazón              | Denise                | Curtmetratge |
| 1996 | Cosi fan tutte                  | Fiordiligi            |              |
| 1997 | Perdita Durango                 | Lilly                 |              |
| 1999 | Santitos                        | Vicenta Cortés        |              |
| 2003 | Zurdo                           | Mrs. Mendoza          |              |
| 2004 | Amor en silencio                | Ana Francisca         |              |
| 2006 | Los pajarracos                  | La Nana               |              |
| 2006 | Efectos secundarios             | Lorena                |              |
| 2007 | Entre caníbales                 | Carmen                |              |
| 2009 | Crónicas chilangas              | Claudia               |              |
| 2009 | Paradas contínuas               | Tia Roz               |              |
| 2009 | Nikté                           | Ij' Aesu              |              |
| 2010 | No eres tú, soy yo              | Indra                 |              |
| 2012 | Vacaciones en el infierno       | Mrs. Serrano          |              |
| 2012 | El Santos vs. La Tetona Mendoza | La Tetona Mendoza     | Veu          |
| 2014 | Qué le dijiste a Dios?          | Santa                 |              |
| 2017 | Ana y Bruno                     | Rosy / Plañidera 2    | Veu          |
| 2018 | El viaje de Keta                | Reina de los cupcakes |              |

### Televisió
| Any       | Títol                                        | Paper          | Notes                                                 |
| --------- | -------------------------------------------- | -------------- | ----------------------------------------------------- |
| 1998      | La casa del naranjo                          | Narcisa Olmedo | 3 episodis                                            |
| 1999      | Cuentos para solitarios                      | Veu en off     | episodi: "La mala hora de Ramón"                      |
| 2001      | Lo que callamos las mujeres                  | Rosa           | episodis: "Esa otra que soy yo" i "La Lola enamorada" |
| 2017      | Su nombre era Dolores, la Jenn que yo conocí | Elena          | Paper recurrent; 8 episodis                           |
| 2017–2018 | Mi marido tiene familia                      | Amalia         | Paper recurrent (temporades 1–2); 171 episodis        |
| 2019      | La casa de las flores                        | Mare de Rosita | 3 episodis                                            |
| 2019      | Los pecados de Bárbara                       | Lola           | Paper principal                                       |